# 南鄉 (臺東)
南鄉，是台灣東部自清治時期至日治初期的一個行政區劃，清朝時下轄卑南堡，僅一堡，日治時期卑南堡廢除，南鄉直接下轄庄、村、社。其日治時其範圍包括今台東縣的台東市、卑南鄉、太麻里鄉、大武鄉及鹿野鄉。
南鄉北邊為新鄉，東邊為廣鄉，東南邊瀕臨太平洋，南邊及西邊為蕃地。

## 管轄街庄

### 清治時期
南鄉共轄1堡，堡下轄2街17庄：
- 新街、馬蘭坳街
- □□庄、寶桑庄、塱腳庄、南保庄、小里行庄、里溜庄、客人庄、西巴庄、小坡庄、頭人庄、大里行庄、本巒庄、薄社庄、小馬蘭庄、桃仔園庄、萬人庄、馬鞍庄、大馬蘭庄

### 日治時期
南鄉共轄30個街村社：
- 今台東市境內：臺東、馬蘭社、旭村、卑南社、知本社
- 今卑南鄉境內：呂家社、檳榔樹格社、北絲鬮社、利基利吉社
- 今太麻里鄉境內：美和村、太麻里社、猴仔蘭社、鴨仔蘭社、文里格社、羅打結社、大武窟社、打打蘭社、虷仔崙社、察密社
- 今大武鄉境內：巴塱衞社、大得吉社、大竹高社、甘那壁社、鴒子籠社、獅子獅社、大鳥萬社、拔仔洞社
- 今鹿野鄉境內：鹿野村、大原村、月野村